# 結緣
《結緣》為堂本剛於2011年4月6日發行的第4張單曲。為堂本剛關連的個人單曲中的第9張作品。

## 解說
- 將堂本剛的故鄉奈良作為出發點，以「美麗的國家…日本」為題製作而成。於奈良天河大辨才天神社中所錄製的本作品，這是來自堂本剛的訊息‧一首飽含日本心靈的氣息，獻給日本的LOVE SONG。
- 與前作時隔約一年半，同樣以堂本剛的名義發行。
- 同時發行初回版A、初回版B、通常盤，三個版本封面皆不同。
- 初回A收錄DVD「結緣」音樂錄影帶(初回B、通常盤未收錄)。
- 初回B收錄DVD「結緣」幕後紀實(初回A、通常盤未收錄)。
- 通常盤收錄「時空」「鮮紅歌者」(初回A、初回B未收錄)。
- 此張單曲首周銷量（Oricon）雖比上一張RAIN多了約2.8萬張左右，卻只有拿到Oricon第二名，中斷了以堂本剛的名義單曲首周銷量冠軍的紀錄。

## 名稱
- 日語原名：縁を結いて
- 中文意思：結緣
- 香港正東譯名：
- 台灣艾迴譯名：結緣

## 收錄曲

### 初回A
1. 結緣(縁を結いて) 
（作詞・作曲・編曲:堂本剛）

DVD.「結緣」音樂錄影帶

### 初回B
1. 結緣(縁を結いて) 
（作詞・作曲・編曲:堂本剛）

DVD.「結緣」幕後紀實

### 通常盤
1. 結緣(縁を結いて) 
（作詞・作曲・編曲:堂本剛）
2. 時空(時空) 
（作詞・作曲:堂本剛）
3. 鮮紅歌者(赤いSinger) 
（作詞・作曲・編曲:堂本剛）